# Vintage Culture
Vintage Culture, pseudonimo di Lukas Ruiz (Mundo Novo, 7 luglio 1993), è un disc jockey e produttore discografico brasiliano.

## Carriera
Nel 2016 Vintage Culture rilascia l’EP Hollywood tramite Spinnin' Records. Ottiene notevole successo grazie al remix del brano Drinkee di Sofi Tukker arrivando alla posizione 4 della classifica “Dance” di Beatport, restando nella top 10 per più di un mese. Il suo singolo Wild Kidz, prodotto con RICCI sempre tramite Spinnin', entra nella classifica “Global Viral” di Spotify e viene suonato da altri disc jockey di fama mondiale come Oliver Heldens e Sam Feldt. Vintage Culture appare in numerosi videoclip ufficiali dei suoi brani.
Nel 2018 si posiziona alla posizione numero 19 nella prestigiosa classifica della “Top 100 DJ” stilata annualmente dalla rivista DJ Mag, piazzandosi come secondo miglior artista brasiliano (alle spalle di Alok).

### Top 100 DJ Magazine
Classifica annuale stilata dalla rivista DJ Magazine.
- 2015: #118[1]
- 2016: #54
- 2017: #31
- 2018: #19
- 2019: #47
- 2020: #30
- 2021: #17
- 2022: #11
- 2023: #10
- 2024: #9[2]

### 1001Tracklist
- 2020: #33

## Discografia

### EP
- 2016: Hollywood

### Singoli
- 2013: What U Want
- 2013: Disco Nights
- 2013: U Gonna Want Me
- 2013: 70's Police Pursuits
- 2014: Everyday (feat. theDuo)
- 2014: Body Down
- 2014: Real (con Elephanto feat. Ju Nedel)
- 2014: Love Games
- 2014: Hey No (con Nytron)
- 2014: Cicles (con Ashibah)
- 2014: I Like Dirty
- 2014: Sure Thing (con Eastrip & Torha feat. Ashibah)
- 2015: Love Hearts (con Re Dupre)
- 2015: Voices (con Eastrip & Torha feat. Ellie Ka)
- 2015: Eyes (con Constantinne e Felten)
- 2015: Sometimes (con Woo2Tech)
- 2015: Slowing Down
- 2016: Hollywood
- 2016: Wild Kidz (con RICCI)
- 2016: To Slow (con Dazzo feat. Ashibah)
- 2017: Manifesto (con Wolfire feat. Anamari)
- 2017: Why Don't U Love (con Selva e Lazy Bear)
- 2017: Later (con RICCI)
- 2017: Monday (con Felguk e Le Dib)
- 2017: Feeling Good (con Chemical Surf)
- 2017: Memories (con Clubbers)
- 2018: Eternity (con Jetlag Music)
- 2018: Cante Por Nós (con KVSH feat. Breno Miranda)
- 2018: Need U (con KRIEGER)
- 2018: Pour Over (con Adam K)
- 2018: I Will Find (con Rooftime)
- 2018: Save Me (con Adam K feat. MKLA)
- 2019: Yesterday (con Pimpo Gama)
- 2019: My Girl (con Fancy Inc)
- 2019: In The Dark (con Fancy Inc)
- 2019: Intro (con Bruno Be e Öwnboss feat. Ashibah)
- 2020: Deep Inside of Me (con Adam K feat. MKLA)
- 2020: Bros
- 2020: Things (con Wolfpack feat. Jets)
- 2020: Coffee (Give Me Something) (con Tiësto)
- 2020: Party On My Own (con Alok feat. FAULHABER)
- 2020: Happy (con Fancy Inc & Drunky Daniels feat. Msiz'Kay)
- 2021: Domino (con Alok feat. Oxia)
- 2021: You Give Me A Feeling (con James Hype)

### Remix
- 2016: Sofi Tukker – Drinkee (Vintage Culture Remix)
- 2016: Joy Corporation – Do You Remember (Vintage Culture Remix)
- 2016: Vintage Culture e Dazzo feat. Ashibah – To Slow (Vintage Culture & Lazy Bear Remix)
- 2018: Bob Sinclar – World Hold On (Vintage Culture & Dubdogz Remix)
- 2019: Martin Garrix feat. Macklemore e Patrick Stump dei Fall Out Boys – Summer Days (Vintage Culture & Bruno Be Remix)
- 2019: Vintage Culture con Bruno Be e Öwnboss feat. Ashibah – Intro (Vintage Culture Rework)
- 2020: Maverick Sabre feat. Jorja Smith – Slow Down (Vintage Culture & Slow Motion Remix)
- 2020: Rompasso – Paradise (Vintage Culture Remix)
- 2021: Shouse - Love Tonight (Vintage Culture & Kiko Franco Remix)